# Фейргоуп (округ Фаєтт, Пенсільванія)
Фейргоуп (англ. Fairhope) — переписна місцевість (CDP) в США, в окрузі Файєтт штату Пенсільванія. Населення — 1146 осіб (2020).

## Географія
Фейргоуп розташований за координатами 40°6′54″ пн. ш. 79°50′20″ зх. д. / 40.11500° пн. ш. 79.83889° зх. д. (40.115131, -79.838840).  За даними Бюро перепису населення США в 2010 році переписна місцевість мала площу 2,16 км², уся площа — суходіл.

## Демографія
Згідно з переписом 2010 року, у переписній місцевості мешкала 1151 особа в 514 домогосподарствах у складі 335 родин. Густота населення становила 532 особи/км².  Було 559 помешкань (258/км²).
Расовий склад населення:
| - 99,0 % — білих - 0,5 % — чорних або афроамериканців - 0,2 % — азіатів - 0,1 % — корінних американців |

До двох чи більше рас належало 0,3 %. Частка іспаномовних становила 0,2 % від усіх жителів.
За віковим діапазоном населення розподілялося таким чином: 17,9 % — особи молодші 18 років, 60,8 % — особи у віці 18—64 років, 21,3 % — особи у віці 65 років та старші. Медіана віку мешканця становила 47,6 року. На 100 осіб жіночої статі у переписній місцевості припадало 92,2 чоловіків;  на 100 жінок у віці від 18 років та старших — 89,0 чоловіків також старших 18 років.
Середній дохід на одне домашнє господарство  становив 69 358 доларів США (медіана — 67 266), а середній дохід на одну сім'ю — 70 695 доларів (медіана — 74 583). Медіана доходів становила 61 471 долар для чоловіків та 53 052 долари для жінок. За межею бідності перебувало 6,5 % осіб, у тому числі 0,0 % дітей у віці до 18 років та 7,5 % осіб у віці 65 років та старших.
Цивільне працевлаштоване населення становило 609 осіб. Основні галузі зайнятості: виробництво — 36,6 %, освіта, охорона здоров'я та соціальна допомога — 23,6 %, роздрібна торгівля — 12,2 %, мистецтво, розваги та відпочинок — 8,5 %.